# Nové Zámky (nádraží)
Nové Zámky jsou železniční stanice ve stejnojmenném městě v Nitranském kraji na Slovensku.
Město bylo na železnici napojeno v roce 1850, kdy byla zprovozněna trať mezi Bratislavou a Štúrovem. Vybudováním tratí do Komáromu, Prievidzy, Zvolena a Zlatých Moravců vznikl důležitý dopravní uzel, přes který prochází kromě dopravy na ve směru Bratislava–Budapešť i převážná část dopravy na střední Slovensko.
Postupně zde bylo vybudováno 10 kolejí, 4 nástupiště a technické i personální zázemí pro železniční uzel nadregionálního významu. Klíčové tratě jsou dvojkolejné a elektrizované, tratě do Komárna a (od Šuran i) Zlatých Moravců jsou jednokolejné a neelektrizované.

## Tratě a doprava
- 130 (Bratislava – Nové Zámky – Štúrovo)
- 135 (Nové Zámky – Komárom)
- 140 (Nové Zámky – Prievidza)
- 150 (Nové Zámky – Zvolen)
- 151 (Nové Zámky – Zlaté Moravce)